# Нервни систем
Нервни систем или живчани систем (лат. systema nervosum) обезбеђује усаглашавање организма животиње са спољашњом средином кроз сталне и брзе реакције на промене у тој средини и координацију деловања организма као целине. Нервни систем обухвата нервне и глијалне ћелије у једном организму, њихов распоред и међусобне везе. У биологији, класична доктрина нервног система утврђује да је то веома сложен део животиње који координира своје акције и сензорне информације преносећи сигнале у и из различитих делова свог тела. Нервни систем детектује промене животне средине које утичу на тело, а затим ради у тандему са ендокриним системом како би реаговао на такве догађаје. Нервно ткиво је прво настало у организмима сличним црвима пре око 550 до 600 милиона година. Међутим, ова класична доктрина је последњих деценија доведена у питање открићима о постојању и употреби електричних сигнала у биљкама. На основу ових налаза, неки научници су предложили да биљни нервни систем постоји и да би требало створити научну област под називом неуробиологија биљака. Овај предлог је довео до спора у научној заједници између оних који сматрају да треба говорити о нервном систему биљака и оних који су против тога. Нефлексибилност позиција у научној дебати на обе стране довела је до предлога решења дебате, које се састоји од редефинисања концепта нервног система коришћењем само физиолошких критеријума и избегавања филогенетских критеријума.
Код кичмењака састоји се од два главна дела, централног нервног система (ЦНС) и периферног нервног система (ПНС). ЦНС се састоји од мозга и кичмене мождине. ПНС се углавном састоји од нерава, који су затворени снопови дугих влакана или аксона, који повезују ЦНС са сваким другим делом тела. Нерви који преносе сигнале из мозга називају се моторни нерви или еферентни нерви, док се они нерви који преносе информације од тела до ЦНС-а називају сензорни нерви или аферентни. Кичмени нерви су мешовити нерви који служе обе функције. ПНС је подељен на три одвојена подсистема, соматски, аутономни и ентерички нервни систем. Соматски нерви посредују у вољном кретању. Аутономни нервни систем се даље дели на симпатички и парасимпатички нервни систем. Симпатички нервни систем се активира у хитним случајевима да мобилише енергију, док се парасимпатички нервни систем активира када су организми у опуштеном стању. Ентерични нервни систем функционише да контролише гастроинтестинални систем. И аутономни и ентерични нервни систем функционишу несвесно. Нерви који излазе из лобање називају се кранијални нерви, док се они који излазе из кичмене мождине називају кичмени нерви.
На ћелијском нивоу, нервни систем је дефинисан присуством посебне врсте ћелије, која се зове неурон, такође позната као "нервна ћелија". Неурони имају посебне структуре које им омогућавају да брзо и прецизно шаљу сигнале другим ћелијама. Они шаљу ове сигнале у облику електрохемијских импулса који путују дуж влакана званих аксони, који се могу директно пренети на суседне ћелије кроз електричне синапсе или изазвати ослобађање хемикалија које се називају неуротрансмитери у хемијским синапсама. Ћелија која прима синаптички сигнал од неурона може бити узбуђена, инхибирана или на други начин модулисана. Везе између неурона могу формирати неуронске путеве, неуронска кола и веће мреже које стварају перцепцију света о свету и одређују његово понашање. Заједно са неуронима, нервни систем садржи и друге специјализоване ћелије које се називају глијалне ћелије (или једноставно глија), које пружају структурну и метаболичку подршку.
Нервни системи се налазе код већине вишећелијских животиња, али се веома разликују по сложености. Једине вишећелијске животиње које уопште немају нервни систем су сунђери, плакозои и мезозои, који имају веома једноставне планове тела. Нервни систем радијално симетричних организама цтенофора (чешљастих желеа) и цнидарија (који укључују анемоне, хидре, корале и медузе) састоје се од дифузне нервне мреже. Све друге животињске врсте, са изузетком неколико врста црва, имају нервни систем који садржи мозак, централну врпцу (или две врпце које иду паралелно) и нерве који зраче из мозга и централне врпце. Величина нервног система креће се од неколико стотина ћелија код најједноставнијих црва, до око 300 милијарди ћелија код афричких слонова.
Централни нервни систем функционише тако да шаље сигнале од једне ћелије до друге, или од једног дела тела до другог и да прима повратне информације. Неисправност нервног система може настати као резултат генетских дефеката, физичког оштећења услед трауме или токсичности, инфекције или једноставно осећаја. Медицинска специјалност неурологије проучава поремећаје нервног система и тражи интервенције које их могу спречити или лечити. У периферном нервном систему, најчешћи проблем је неуспех нервне проводљивости, што може бити узроковано различитим узроцима укључујући дијабетичку неуропатију и демијелинизирајуће поремећаје као што су мултипла склероза и амиотрофична латерална склероза. Неуронаука је област науке која се фокусира на проучавање нервног система.

## Структура
Нервни систем је добио име по нервима, који су цилиндрични снопови влакана (аксони неурона), који извиру из мозга и кичмене мождине, и гранају се више пута да инервирају сваки део тела. Нерви су довољно велики да су их препознали стари Египћани, Грци и Римљани, али њихова унутрашња структура није била схваћена све док није постало могуће испитати их под микроскопом. Аутор Мајкл Николетсеас је написао:
| „                   | Тешко је поверовати да до отприлике 1900. године није било познато да су неурони основне јединице мозга (Сантјаго Рамон и Кахал). Једнако изненађујућа је чињеница да концепт хемијског преноса у мозгу није био познат све до 1930. (Хенри Халет Дејл и Ото Леви). Почели смо да разумемо основни електрични феномен који неурони користе да би међусобно комуницирали, акциони потенцијал, 1950-их (Алан Лојд Хоџкин, Ендру Хаксли и Џон Еклс). Шездесетих година 20. века постали смо свесни како основне неуронске мреже кодирају стимулусе и на тај начин су могући основни концепти (Дејвид Х. Хубел и Торстен Визел). Молекуларна револуција захватила је америчке универзитете 1980-их. Деведесетих година 20. века молекуларни механизми феномена понашања постали су широко познати (Ерик Ричард Кандел). | ” |
| — Мајкл Николетсеас | |   |

Микроскопски преглед показује да се нерви првенствено састоје од аксона, заједно са различитим мембранама које их обавијају и раздвајају у фасцикле. Неурони који стварају нерве не леже у потпуности унутар самих нерава – њихова ћелијска тела се налазе у мозгу, кичменој мождини или периферним ганглијама.
Све животиње које су напредније од сунђера имају нервни систем. Међутим, чак и сунђери, једноћелијске животиње и неживотиње као што су слузаве калупе имају механизме сигнализације од ћелије до ћелије који су претходници неуронима. Код радијално симетричних животиња као што су медуза и хидра, нервни систем се састоји од нервне мреже, дифузне мреже изолованих ћелија. Код билатералних животиња, које чине велику већину постојећих врста, нервни систем има заједничку структуру која је настала рано у Едијакарском периоду, пре више од 550 милиона година.

### Ћелије
Нервни систем садржи две главне категорије или врсте ћелија: неуроне и глијалне ћелије.

#### Неурони
Основна организацијска и функцијска јединица нервног система је нервна је ћелија или неурон. Састоји се од звездастог тела са једром и нервних наставака. То су: (1) кратки - дрволико разгранати дендрит и (2) дужи неурит или нервно влакно, који се на крају такође грана. Дендрити преносе импулсе (подстицаје, подражаје) ка телу неурона, а аксони - од тела ка дендриту суседног неурона или ефектору. Међусобни спој суседних нервних ћелија остварује се функционалном везом дендтита једне са неуритом друге и то преко синапсе или спојнице.
Периферни нерви састављени су од аксона који се пружају читавом њиховом дужином па код човека могу достићи дужину и преко 1 м. Мождане и мождинске нерве чине снопови кратких аксона, а у осећајним и аутономним нервима, тела неурона се удружују у специјалне чвориће - ганглије.
Неурони се могу разликовати од других ћелија на више начина, али њихово најосновније својство је да комуницирају са другим ћелијама путем синапси, које су спојеви мембрана који садрже молекуларну машинерију која омогућава брз пренос сигнала, било електричних или хемијских. Многи типови неурона поседују аксон, протоплазматску избочину која се може проширити до удаљених делова тела и направити хиљаде синаптичких контаката; аксони се обично простиру по целом телу у сноповима који се називају нерви.
Чак и у нервном систему једне врсте као што су људи, постоје стотине различитих типова неурона, са широким спектром морфологија и функција. Ово укључује сензорне неуроне који претварају физичке стимулусе као што су светлост и звук у нервне сигнале, и моторне неуроне који трансмутирају нервне сигнале у активацију мишића или жлезда; међутим, код многих врста велика већина неурона учествује у формирању централизованих структура (мозак и ганглије) и они примају сав свој улаз од других неурона и шаљу свој излаз другим неуронима.

#### Глијалне ћелије
Глијалне ћелије (назване од грчког за „лепак“) су не-неуронске ћелије које пружају подршку и исхрану, одржавају хомеостазу, формирају мијелин и учествују у преносу сигнала у нервном систему. У људском мозгу се процењује да је укупан број глија отприлике једнак броју неурона, иако се пропорције разликују у различитим деловима мозга. Међу најважнијим функцијама глијалних ћелија је да подржавају неуроне и држе их на месту; да снабдевају неуроне хранљивим материјама; за електричну изолацију неурона; за уништавање патогена и уклањање мртвих неурона; и да обезбеде смернице за усмеравање аксона неурона ка њиховим циљевима. Веома важан тип глијалних ћелија (олигодендроцити у централном нервном систему и Шванове ћелије у периферном нервном систему) стварају слојеве масне супстанце зване мијелин која се обавија око аксона и обезбеђује електричну изолацију која им омогућава да много брже преносе акционе потенцијале. Недавна открића показују да глијалне ћелије, као што су микроглија и астроцити, служе као важне резидентне имуне ћелије у централном нервном систему.

### Анатомија код кичмењака
Нервни систем кичмењака (укључујући људе) је подељен на централни нервни систем (ЦНС) и периферни нервни систем (ПНС). Централни нервни систем (ЦНС) је главно одељење и састоји се од мозга и кичмене мождине. Кичмени канал садржи кичмену мождину, док лобањска шупљина садржи мозак. ЦНС је затворен и заштићен менингама, трослојним системом мембрана, укључујући чврсти, кожни спољашњи слој који се назива тврда опна. Мозак је такође заштићен лобањом, а кичмена мождина пршљенима.
Периферни нервни систем (ПНС) је заједнички назив за структуре нервног система које не леже унутар ЦНС. Сматра се да велика већина снопова аксона званих нерви припада ПНС-у, чак и када се ћелијска тела неурона којима припадају налазе унутар мозга или кичмене мождине. ПНС је подељен на соматски и висцерални део. Соматски део се састоји од нерава који инервирају кожу, зглобове и мишиће. Ћелијска тела соматских сензорних неурона леже у ганглијама дорзалног корена кичмене мождине. Висцерални део, такође познат као аутономни нервни систем, садржи неуроне који инервирају унутрашње органе, крвне судове и жлезде. Сам аутономни нервни систем се састоји од два дела: симпатичког и парасимпатичког нервног система. Неки аутори такође укључују сензорне неуроне чија ћелијска тела леже на периферији (за чула као што је слух) као део ПНС-а; други их, међутим, изостављају.
Нервни систем кичмењака се такође може поделити на области које се називају сива материја и бела материја. Сива материја (која је само у очуваном ткиву сива, а у живом ткиву је боље описати као ружичаста или светло смеђа) садржи висок удео ћелијских тела неурона. Бела материја се састоји углавном од мијелинизованих аксона, а боју добија од мијелина. Бела материја укључује све нерве и већи део унутрашњости мозга и кичмене мождине. Сива материја се налази у групама неурона у мозгу и кичменој мождини, као и у слојевима коре који облажу њихове површине. Постоји анатомска конвенција да се група неурона у мозгу или кичменој мождини назива језгро, док се група неурона на периферији назива ганглион. Међутим, постоји неколико изузетака од овог правила, посебно укључујући део предњег мозга који се зове базална ганглија.

## Функција
На најосновнијем нивоу, функција нервног система је да шаље сигнале од једне ћелије до друге, или од једног дела тела до другог. Постоји више начина на које ћелија може да шаље сигнале другим ћелијама. Један је ослобађањем хемикалија које се зову хормони у унутрашњу циркулацију, тако да могу да се шире на удаљена места. За разлику од овог „емитовања“ начина сигнализације, нервни систем обезбеђује сигнале „од тачке до тачке“—неурони пројектују своје аксоне на одређене циљне области и стварају синаптичке везе са одређеним циљним ћелијама. Дакле, неуронска сигнализација је способна за много виши ниво специфичности од хормонске сигнализације. Такође је много бржи: најбржи нервни сигнали путују брзинама које прелазе 100 метара у секунди.
На интегративнијем нивоу, примарна функција нервног система је контрола тела. То ради тако што извлачи информације из околине користећи сензорне рецепторе, шаље сигнале који кодирају ове информације у централни нервни систем, обрађује информације да би се одредио одговарајући одговор и шаље излазне сигнале мишићима или жлездама да активирају одговор. Еволуција сложеног нервног система је омогућила различитим животињским врстама да имају напредне способности перцепције као што су вид, сложене друштвене интеракције, брза координација система органа и интегрисана обрада истовремених сигнала. Код људи, софистицираност нервног система омогућава језик, апстрактно представљање појмова, преношење културе и многе друге карактеристике људског друштва које не би постојале без људског мозга.

## Преношење нервних импулса
Преношење нервних импулса дуж неурона остварује се протицањем наелектрисаних честица - јона кроз мембрану неурита. Непобуђена нервна ћелија је електрично поларизована, јер унутрашњу и спољну страну њене опне одликују различити - позитивни и негативни набоји. То је последица разлика у концентрацији натријумових и калијумових јона на супротним странама опне. Висока унутрашња концентрација калијума, а ниска натријума, праћена је обрнутим смером њихових спољних концентрација. У моменту подражаја, мења се распоред молекулa у мембрани па она постаје пропустљива за излазеће калијумове и улазеће натријумове јоне. Мембрана губи поларизацију - деполаризује се – а настали електрични набој (акциони потенцијал) доводи до промене односа концентрација ових јона у њеном суседном делу, који се такође деполаризује. Деполаризовани део мембране је електронегативан у односу на поларизирани. Зато се између њих ствара струјно коло па се рецепторски импулс шири као талас деполатизација, који брзо напредује дуж нерва.
Једно од основних својстава нервних ћелија је да реагују по принципу „све или ништа“, тј. своју пуну функцију остварују већ на самом прагу надражаја.
За нормално функционисање нервног система посебно је значајна способност међусобне примопредаје биоелектричних импулса нервних ћелија. Створене подстицаје надражени неурон шаље у облику слабих али брзих вибрација електричног напона ка синапсама, које га вежу са осталим деловима нервног система. Међутим, примљени надражај не преноси се у приспелом биоелектричном облику, него посредством посебних хемијских супстанци које имају улогу неуротрансмитера или неуромедијатора. Постоји више супстанци са таквим својствима, од којих су најчешћи ацетилхолин и норадреналин.
На самим крајевима финих огранака пресинаптског неурита налазе се мала проширења - терминални дугмићи, промјера око 1 микрометар. У њима је велики број синаптских мјешака, испуњених једним од неуромедијатора. Када акцијски потенцијал стигне до вршног проширења, синапсни мешци крећу према мембрани дугмића, стапају се с њом и избацују свој садржај у синапсну пукотину. Ослобођена посредничка супстанца доспева до мембране наредног неурона и надражује га. Излучени медијатор веома брзо разлажу одговарајући ензими, који се налазе у синапсној пукотини. Осим ширења надражаја у синапсама постоје и процеси супротног деловања, тј. инхибицији његовог распростирања. Инхибицијске синапсе делују на принципу повећања поларизације, а не деполаризације. Тај процес омогућавају инхибиторни медијатори, као што је гама-аминобутерна киселина (ГАБА) нпр. Тиме је комплетиран систем провођења, убрзавања и успоравања тока нервних импулса.
Посебна особеност аксона кичмењака је да, поред властитих мембрана, имају и посебне овојнице. Бела или мијелинска нервна влакна имају омотач од липидне материје мијелина, који им даје карактеристичну седефасту боју. Улазе у састав већине периферних мождано-мождинских нерава. На њиховом мијелинском омотачу, у доста правилним размацима, јављају се немијелинизирана - тзв. Ранвијеова (Ренвиер) сужења, без те овојнице, коју немају ни разгранати завршеци аксона. У мијелинским нервним влакнима деполаризација захвата само неизолиране дијелове (Ранвијеова сузења) што знатно убрзава ток импулса. Сива или нервна влакна немају мијелински омотач, а налазе се у нервима унутрашњих органа. Без обзира на споненуте разлике, сва нервна влакна имају и властиту танку спољну опну ћелијске грађе, која се означава као Шванова овојница. У централном нервном систему налазе се и глије - посебне ћелије које су значајне за његов метаболизам, распростирање надражаја и подешавање ступња надражљивости.

## Типови нервног система
Скуп свих нервних ћелија организма чини његов нервни систем. Организација нервног система јавља се у два основна облика или типа:
- (1) дифузни или систем нервних сплетова и
- (2) централизовани нервни систем

### Дифузни нервни систем
Дифузни нервни систем састављен је од мрежасто повезаних нервних ћелија, међу којима се изворни надражај равномерно распростире у свим правцима. У процесу концентричног ширења, интензитет надражаја постепено опада и на извесној удаљености од подраженог места - потпуно се губи. Нервни сплетови једини су тип нервног система дупљара, али се, заједно са централизираним системом, сусрећу и код свих виших животињских група, код којих функционишу независно од основног система. Код кичмењака, нпр. налазе се у срцу и цревном зиду.

### Централизовани нервни систем
Овакви, сложени, нервни системи укључују нервне ћелије које су местимично груписане у нервне центре, обично удаљене од рецепторних и ефекторних ћелија и органа. Са телесном периферијом повезани су веома дугим нервним влакнима (аксонима). У њима провођење нервних импулса није непрекидан (континуиран), него повремен - ритмички процес. За разлику од дифузног система, овде се надражај или акцијски потенцијал преноси без опадања интензитета.
По самој својој грађи, свако нервно влакно могло би проводити надражај у оба смера. Међутим, периферна нервна влакна одликују се једноставнијим провођењем импулса. Аферентна или узлазна (усходна) влакна проводе подражаје центрипетално, тј. од периферије организма ка одговарајућим нервним центрима, а еферентна или силазна (нисходна) - центрифугално, односно од нервних центара ка периферним органима. Будући да усходна влакна, у ствари, проводе импулсе од рецептора до нервних центара, чешће се означавају као осећајна или сензорна. Силазна влакна прослеђују нервни импулс из нервних центара ка ефекторима па се зову покретачка или моторна.
На основу плана грађе, разликују се три типа централизираног нервног система:
- врпчасти,
- ганглијски и
- цевасти.

#### Врпчасти нервни систем
Врпчасти нервни систем најједноставнији је и еволуцијски најпримитивнији тип централизираног нервног система, а јавља се код пљоснатих глиста, као сто су метиљи и вирњаци (планарије), и нижих мекушаца. У њему су нервне ћелије груписане у уздужне траке, које су у предњем, а ређе и на задњем крају спојене попречним везама.

#### Ганглијски нервни систем
У најразвијенијем ступњу сусреће се у лествичастом облику код чланковитих глиста и зглавкара. У сваком њиховом чланку (сегменту) налази се по пар нервних чворова: ганглија. Оне су међусобно повезане попречним нервним влакнима, а понекад и делимично или потпуно спојене. Заједно са чулним ћелијама и мишићима свог сегмента чине потпуну и врло самосталну реакцијску целину. Међутим, уздужна нервна влакна, која све парове ганглија повезују у јединствену лествицу, омогућују координисане покрете суседних чланака и целог организма. Код виших облика устројства оваквог нервног система, ганглије у чланцима су функцијски подређене „можданим“ ганглијама, иако још увек имају самосталне функције, које „мозак“ само покреће или кочи.

#### Цевасти нервни систем
Цевасти нервни систем, и у свом најједноставнијем облику, знатно је функцијски сложенији од претходних. Имају га хордати, у облику дуге и задебљале нервне цеви, на леђној страни тела. Предњи део је издиференциран у петоделни мозак, а остатак чини кичмену мождину. Степен њиховог развоја је у директној вези са степеном еволуционог развоја и функционалним карактеристикама рецепторских и ефекторских органа. У најразвијенијем облику јавља се код човека.
Мождано-мождинска нервна цев је заштићена хрскавицом или још моћнијим коштаним скелетом. Њену непосредну унутрашњу заштиту од неповољних спољних утицаја осигуравају посебне опне. Путем богато разгранате мреже крвних судова оне истовремено учествују и у исхрани и дисању нервног ткива.
Рибе имају само једну такву опну, водоземци, гмизавци и птице по две, а сисари - три. Споља је тврда опна (dura mater), а на мождано-мождинску површину, укључујући и мождане вијуге и наборе, непосредно належе мека опна (pia mater). Између њих је паучинаста опна. Сав простор између опни, мождане шупљине (4 мождане коморе) и канал кичмене мождине испуњава мождано-мождинска или цереброспинална течност. Из мозга полази 10-12 пари снажних можданих нерава, који по природи своје функције могу бити
- сензорни,
- моторни и
- мешовити.

Из кичмене мождине полазе мождински нерви, који су редовно мешовити. Њихов број варира по класама кичмењака, да би код човјека износио 31 пара.
Овај тип нервног система обухвата бројне појединачне, једноставне и најсложеније, али међусобно хијерархијски повезане целине, које након пријема надражаја из рецептора, усклађују одговарајуће функције и активности организма. Деле се на
- мождано-мождински (цереброспинални) и
- аутономни (вегетативни) део.

У оквиру мождано-мождинског су:
- централни нервни систем (ЦНС) и
- периферни нервни систем (ПНС).

ЦНС чине мозак и кичмена мождина, а ПНС - сви живци који излазе из мозга (мождани или церебрални) и кичмене мождине (мождински или спинални). Они регулирају вољне активности мишића главе и удова, те кретање у простору, због чега се овај део нервног система означава и као соматски (телесни).
Аутономни део нервног система, иако је у вези са централним, делује самостално - без учешћа воље или свести. Будући да контролише рад унутрашњих органа, који одржавају најбитније животне, тј. вегетативне функције, познат је и под називом вегетативни (лат. vegetus = зив, здрав). Његова влакна допиру и у кожу.
Према међусобним разликама у устројству и функцији, аутономни део нервног система дели се на:
- симпатикусни и
- парасимпатикусни.

Основу симпатикусног нервног система чини симпатикусово стабло - два повезана ланца парних ганглија дуж бокова кичмене мождине и ганглије меду утробним органима. У парасимпатикусни систем укључени су мождани живац (луталац или вагус), комплекс крстачно-можданих нерава, а његове ганглије су у унутрашњим органима које инервирају. Деловање симпатикуса и парасимпатикуса међусобно је антагонистичко - исте функције један подстиче („симпатизира“), а други кочи. Зато је степен усаглашености њиховог деловања изузетно значајан за нормално одвијање свих животних процеса.
Центри аутономног дела нервног система налазе се у кичменој и продуженој мождини, а они главни - у међумозгу. То омогућава да се његово деловања ускладује и надопуњује са функцијама ЦНС.

## Систем провођења и обраде информација у ПНС и ЦНС
Међунеуронске везе у централном нервном систему најчешће нису једноставне. На улазу у кичмену мождину, узлазна нервна влакна гранају се тако да свака грана може образовати властиту синапсну везу, преко које се долазећи надражаји преносе до одговарајућих центара. У кичменој и продуженој мождини такође постоје и многобројни посреднички неурони, који примају надражаје од периферних нервних ћелија и прослеђују их централним неуронима. Исте такве појаве присутне су и у силазном путу преношења нервних импулса. Таква разуђеност синапси и односи међу неуронима омогућују да једна нервна ћелија може да успостави везу са мноштвом других, из различитих делова централног нервног система или са рецепторима разних делова тела.
Осећајни (сензорни) и покретачки (моторни) систем пријема и провођења нервних импулса омогућава усаглашено функционисање свих веза између рецептора и ефектора. Чине га
- сензорни,
- моторни и
- мешовити (сензмно-мотоми) нерви, те
- одговарајуће области ЦНС.

Од 12 пари можданих живаца човека 3 су сензорна, 5 моторних и 4 мешовита. Сви (31 пар) мождански нерви су, међутим, искључиво мешовити. Сензома влакна сваког од њих улази у задње рогове кичмене мождине, а моторна излазе из предњих. Ћелијско тело моторних неурона налази се у сивој маси, а сензорних у два низа ганглија симпатикусног стабла. Иза ганглије, у смеру рецептора и ефектора, обе врсте влакана сваког живца уједињују се у мешовити, који се затим дели на две - такође мешовите гране. Једна од њих инервира леђни регион, а друга кожу и мишиће трбушне и бочне стране тела и удова. Мождана контрола моторних и сензорних функција одвија се у строго одређеним областима коре великог мозга. Сви ти делови сиве масе међусобно су повезани, како унутар сваке хемисфере, тако и међу одговарајућим деловима две хемисфера. Нервним путевима, истовремено су повезани и са центрима у белој маси и нижим центрима у међумозгу, малом мозгу, продуженој и кичменој мождини. На тај начин, а преко сензорских и моторних неурона, те вегетативног дела нервног система, кора великог мозга је у вези са свим деловима тела.
Како свакој његовој области прецизно одговара пројекција сензорних и моторних функција одређених делова тела, ова подручја означавају се као пројекцијске области. На основу тога да ли се у њима завршавају сензори или из њих полазе моторни путеви импулса, деле се на сензорне и моторне. Све моторне области смештене су са предње стране централне вијуге, а са њене стражње стране су одговарајуће сензорне области за кожу и мишиће. Њихов редослед је подударан са моторним, али су просторно распоређене тако као да је човек „пројектован“ наглавачке. Притом свака хемисфера контролише функције супротне стране тела.
У прихватању и анализи приспелих сензорних информација, поред коре великог мозга, најважнију улогу има таламус (видни брежуљак). Тај део међумозга изузетно је значајан сензитивни центар, који је повезан са путевима за дубоку или несвесну и површинску или свесну осећајност, као и кором великог мозга. У таламусу се сливају информације вида, слуха, равнотеже, мириса и кожних чула. У сензорним центрима налазе се својеврсни „шифранти“, тј. тумачи и анализатори приспелих импулса, који тек након прецизног „превода“ добијају пуно значење и квалитет информације. Зато се сензорне пројекцијске области означавају и као анализатори чула.
Интеграцијске нервне функције почивају на способности одређених група неурона или нервних центара да, истовремено или у следу, примају многобројне улазне (сензоме) поруке. Затим, у анализи и сређивању примљених порука, ови центри стичу општи увид у ситуацију у којој се организам налази. Захваљујући томе, путем моторног одговора, они, аутоматски или хотимично, могу прилагодити активности ефектора, чији је крајњи циљ одржавање функционалне целовитости организма. Главне обједињујуће функције одвијају се у кори великог мозга, а дуж кичмене и продужене мождине оне су на нивоу рефлексних активности. Рефлекси су најједноставније интеграцијске функције ЦНС, које обухватају преко 90% укупних активности нервног система човека. Основа њихове успоставе је рефлексни лук, у који улазе
- рецептор,
- осећајно нервно влакно,
- покретачко нервно влакно и
- ефектор.

Моносинапсни рефлексни лукови укључују само по један сензоми и моторни неурон, а код полисинапсних, између њих се налази и најмање још један међунеурон.
Асоцијацијске нервне области су повезујуће функције које омогућавају спајање и смислено повезивање међусобно условљених највиших способности нервног система. Те области, које такође могу бити моторне и сензорне, код човека налазе се у чеоним, слепоочним и потиљачним режњевима коре великог мозга. Формирају се поступно, након рођења и то после свих сензорних и моторних пројекцијских области. За њих су везане најсложеније психичке активности човека, меду којима је и интелигенција. Она се заснива на способности повезивања подражаја који су примљени у различитим пројекцијским областима и програмирању сврсисходног одговора организма у новонасталих ситуацијама. У асоцијацијским областима су и центри за говор, памћење и др. Посебна асоцијацијска влакна означена као попречне спојнице, повезују одговарајуће центре две хемисфере и одређене центре унутар сваке од њих. Један од већих снопова таквих нервних влакана налази се у „можданој греди“, која спаја леву и десну хемисферу великог мозга - централе свих вољних, аутономних и највиших психичких функција нервног система.

## Еволуција нервног система
Најпростији тип нервног система, мрежаст (дифузан) јавља се први пут код жарњака и реброноша. Сунђери, најпримитивније вишећелијске животиње, немају диференциран нервни систем већ код њих способност надраживања и контрактилности имају само епителијалне ћелије које се налазе око пора.
Током еволуције и након развитка вишећелијских живих бића из једноћелијских, дошло је и до јасне тенденције у животињском царству ка концентрацији одређених ћелија и специјализацији делова нервног система. Док су код примитивних животиња одређени појединачни неурони имали посебне функције (нпр. неурон који је давао импулс за кретање животиње и елементарних покрета тела црва), код високо комплексних нервних система и до неколико милијарди међусобно повезаних неурона извршавају посебне задатке.
У нервним системима са централним ганглијама (језграма) може се извршити подела на неуроне који проводе подражај у аференцама (од сензора до мозга) и еференцама (од мозга до ефектора, нпр. мишића).